# Чирвоный Берег
Чирвоный Берег (бел. Чырво́ны Бе́раг) — деревня в Пуховичском районе Минской области Беларуси. В составе Блонского сельсовета.

## География
Располагается примерно в 3-х километрах к югу от г. Марьина Горка, примерно в 1,5 километрах от железнодорожной станции Веленский.

## История
Деревня образована в период Белорусской ССР. Входила в состав Новосёлковского сельсовета, с 15 марта 1982 года в административном подчинении Марьиногорского горсовета. Позже в ведении Пуховичского райисполкома.
С 2017 года в составе Блонского сельсовета.

## Население

### Численность
- 2009 год — 4 жителей

### Динамика
- 2009 год — 4 жителей[5]